# Wuhan Berserkers
Gli Wuhan Berserkers sono una squadra di football americano di Wuhan, in Cina;  hanno vinto il titolo nazionale nel 2019.

## Dettaglio stagioni

### Tornei nazionali

#### Campionato

##### AFLC/CNFL
| Stagione | regular season | regular season | regular season | regular season | regular season | regular season | playoff | playoff | playoff | playoff | playoff | playoff          | playoff          |
|          | Vin            | Par            | Per            | Tot            | PF             | PS             | Vin     | Per     | Tot     | PF      | PS      | risultato        | avversaria       |
| -------- | -------------- | -------------- | -------------- | -------------- | -------------- | -------------- | ------- | ------- | ------- | ------- | ------- | ---------------- | ---------------- |
| 2018     | 4              | 0              | 1              | 5              | 155            | 60             | 1       | 1       | 2       | 82      | 34      | Quarti di finale | Chengdu Pandaman |
| 2019     | 4              | 0              | 0              | 4              | 192            | 30             | 3       | 0       | 3       | 174     | 61      | Campioni         | Shanghai Titans  |
| Totale   | 8              | 0              | 1              | 9              | 347            | 90             | 4       | 1       | 5       | 256     | 95      |                  |                  |

Fonti: Enciclopedia del Football - A cura di Roberto Mezzetti

##### Z League
| Stagione | regular season | regular season | regular season | regular season | regular season | regular season | playoff | playoff | playoff | playoff | playoff | playoff   | playoff        |
|          | Vin            | Par            | Per            | Tot            | PF             | PS             | Vin     | Per     | Tot     | PF      | PS      | risultato | avversaria     |
| -------- | -------------- | -------------- | -------------- | -------------- | -------------- | -------------- | ------- | ------- | ------- | ------- | ------- | --------- | -------------- |
| 2020     | 5              | 0              | 1              | 6              | 116            | 83             | 0       | 1       | 1       | 0       | 1       | Finale    | Shanghai Storm |
| Totale   | 5              | 0              | 1              | 6              | 116            | 83             | 0       | 1       | 1       | 0       | 1       |           |                |

Fonti: Enciclopedia del Football - A cura di Roberto Mezzetti

### Riepilogo fasi finali disputate
| Anno             | Luogo | Evento   | Fase del torneo  | Incontro                            | Risultato    |
| 1º dicembre 2018 |       | AFLC     | Quarti di finale | Chengdu Pandaman - Wuhan Berserkers | 34 - 28      |
| 11 gennaio 2020  |       | CNFL     | Finale           | Shanghai Titans - Wuhan Berserkers  | 13 - 36      |
| 19 dicembre 2020 |       | Z League | Finale           | Shanghai Storm - Wuhan Berserkers   | 1 - 0 d.g.s. |

## Palmarès
- 1 CNFL (2019)